# 環保3R

廢物處理層次圖

回收標誌

環保3R，簡稱3R，是解決環境問題的主要原則，分別是：
1. Recycle（循環回收）
2. Reuse（物盡其用）
3. Reduce（減少使用）

## 環保四用
此外一些地區在3R外多加一句口號，各地區對第四個R有不同的說法：
- Reduce（減少使用）
- Reuse（物盡其用）
- Recycle（循環再用）
- Replace（替代使用）

香港綠色力量提出的「環保6R」：
- Recycle（循環回收）
- Reuse（物盡其用）
- Reduce（減少使用）
- Replace（替代使用）
- Repair（維修）
- Refuse（拒絕）

## 回收 RECYCLE
資源回收再利用(或循環再造)，是指收集本來要廢棄的材料，分解再製成新有用的物件，或者是收集用過的產品，清潔、處理之後再出售。回收再利用的支持者認為這麼作可以減少垃圾的製造以及原料的消耗。一般回收包括玻璃、塑料、紙、鋁、柏油、鋼鐵。這些材料的來源可以分為事業廢棄物與一般廢棄物。

## 減量 REDUCE
- 改善流程控制，減少廢品。
- 採購少外包材的產品，以減少廢物量。
- 選用可替換材的產品。
- 減少隨時即棄的用具。
- 減少用紙量，選擇雙面列印，或者使用3C電子產品通訊的方式。

## 重用 REUSE
- 把可以使用的物品，留給很需要的人使用。（例如：做愛心公益）
- 要求供應商收回包裝材料，反覆使用。
- 廢棄的包裝材料、包裝膠帶、信封及其他可循環再用的物料分開設置收集箱，將包裝物料（例如：紙箱、膠袋等）循環再用。
- 選擇可循環使用的餐具、杯碟及咖啡濾網。
- 循環再用設備零件與裝置，以及修補傢具等，以減少製造廢物。